# Masterpiece (Madonna)
Masterpiece è un brano della cantante statunitense Madonna pubblicato il 31 gennaio 2012 nella colonna sonora del film W.E. - Edward e Wallis, intitolata W.E. - Music from the Motion Picture. Il brano è stato premiato alla 69ª edizione dei Golden Globe nella categoria "migliore canzone originale".
La canzone è stata inclusa nella tracklist del dodicesimo album in studio di Madonna, MDNA, ed è stato pubblicato come singolo promozionale solo nel Regno Unito il 2 aprile 2012. Il singolo, andato in rotazione radiofonica nel Regno Unito, non è stato pubblicato su disco fisico, ma è solo scaricabile tramite i vari siti di download.

## Composizione
Masterpiece è una ballata pop midtempo. Nel brano, Madonna canta del dolore che si prova nell'essere innamorata di una persona che sembra un'opera d'arte, come dice nel testo: "If you were the Mona Lisa You'd be hanging in the Louvre, Everyone would come to see you, You'd be impossible to move (Se tu fossi la Mona Lisa, saresti esposto al Louvre, tutti verrebbero per vederti, ti sarebbe impossibile muoverti)". Madonna ha rivelato che la canzone descrive Wallis Simpson e che il brano parla di una "donna innamorata di una cosa irraggiungibile, questo uomo che è nato e cresciuto per essere un re". Un passaggio del testo dice "deve essere molto difficile essere sempre il prescelto", a proposito Madonna ha spiegato che "alla fine niente è indistruttibile, non importa come vieni considerato dagli altri, resti comunque umano".

## Accoglienza
Masterpiece ha ricevuto molte critiche positive. Michel Cragg del The Guardian ha detto che il brano "ha la miglior performance vocale dell'album" ed è una "boccata d'aria fresca dopo bassi pesanti e synth." Nick Levine del The National ha accostato Masterpiece all'album Something to Remember, sostenendo che potrebbe benissimo far parte dell'album. Mentre MTV, a livello di testo, lo ha paragonato a Ray of Light e Frozen.

## Classifiche
| Classifica (2012) | Posizione massima |
| ----------------- | ----------------- |
| Regno Unito       | 68                |
| Repubblica Ceca   | 58                |
| Russia            | 2                 |
| Ucraina           | 32                |